# Кэрролл, Джоан
Джоан Кэрролл (англ. Joan Carroll, урождённая Джоан Фелт (англ. Joan Felt); 18 января 1931 или 18 января 1932[…], Патерсон, Нью-Джерси — 16 ноября 2016[…], Пуэрто-Вальярта, Халиско) — американская актриса.

## Биография
Родилась в семье инженера-электрика и пианистки. В 1936 году вместе с семьей переехала в Калифорнию, где в 1936 году стартовала её актёрская карьера.
На большом экране  запомнилась своими детскими и подростковыми ролями в таких фильмах как «Последнее предупреждение мистера Мото» (1939), «Путь наслаждений» (1940), «Встреть меня в Сент-Луисе» (1944) и «Колокола Святой Марии» (1945). С 1940 по 1942 год актриса играла в популярном бродвейском мюзикле «Панама Хэтти». В середине 1940-х Кэрролл завершила актёрскую карьеру.
Последние годы жизни провела в Мексике в городе Пуэрто-Вальярта.